# Polanki (obwód iwanofrankiwski)
Polanki (ukr. Полянки) – wieś w rejonie wierchowińskim, w obwodzie iwanofrankiwskim Ukrainy, nad Białym Czeremoszem.
W okresie II Rzeczypospolitej stacjonowała w niej placówka Straży Celnej ze składu komisariatu Straży Celnej „Uścieryki”.